# Quadraceps hospes
Quadraceps hospes är en insektsart som först beskrevs av Nitzsch in Giebel 1866.  Quadraceps hospes ingår i släktet Quadraceps, och familjen fjäderlöss. Arten är reproducerande i Sverige.